# Dolice (gmina Dobrzany)
Dolice (niem. Konstantinopel) – wieś sołecka w Polsce położona w województwie zachodniopomorskim, w powiecie stargardzkim, w gminie Dobrzany. 

## Położenie
Wieś usytuowana przy lokalnej drodze, skomunikowanej od północy i południa z dwiema (równoległymi) szosami Dobrzany - Krzemień i Dobrzany - Bytowo. Miejscowość położona jest w linii prostej 4 km na wschód od Dobrzan (siedziby gminy) i 29 km na wschód od Stargardu - siedziby powiatu. Dolice ulokowane są na obszarze Ińskiego Parku Krajobrazowego, bezpośrednio po południowej stronie jeziora Dolice, otoczone lasami. Najbliższa okolica wyraźnie pofałdowana. Sołectwo sąsiaduje z Grabnicą od północy, z Krzemieniem od północnego wschodu i od południa z Błotnem.

## Etymologia
Pierwotna nazwa wsi – Konstantinopel – pochodzi od radczyni państwowej Constantii von Blumenthal.

## Historia
Pierwsza wzmianka o wsi pochodzi z roku 1753, kiedy jako wieś kolonizacyjna została założona z inicjatywy Fryderyka II. Równocześnie z lokacją wsi wybudowano kościół oraz założono szkołę. W roku 1767 wymieniono kościelnego o nazwisku Neins. W roku 1874 we wsi było 40 gospodarstw domowych, 31 domów, 186 ludzi. Pod koniec XIX wieku wybudowano nowy kościół, a po południowej stronie wsi wytyczono linię kolejki wąskotorowej z przystankiem. W roku 1920 odnotowano pożar wsi, w którym zniszczeniu uległo większość pierwotnej zabudowy szachulcowej. W roku 1928 Dolice określano jako wieś z kościołem i dworcem kolejowym. Miały wówczas łącznie 130 mieszkańców, w 1939 r. 129 mieszkańców i 9 gospodarstw od 23 do 31 ha. Do roku 1945 Dolice należały do powiatu Saatzig (Kreis Saatzig) w rejencji szczecińskiej (Regierungsbezirk Stettin) w prowincji Pomorze (Provinz Pommern). Po II wojnie światowej w ramach województwa szczecińskiego, w powiecie Stargard Szczeciński. Pierwszą polską nazwą wsi było Kutkowo. W latach 1975–1998 miejscowość należała administracyjnie do województwa szczecińskiego i była w gminie Dobrzany.

## Historyczna forma wsi

### Układ przestrzenny
Wieś fryderycjańska założona została na planie ulicówki, typowego układu dla części wsi zakładanych w czasie kolonizacji fryderycjańskiej. Według mapy z 1890 roku wieś miała formę regularnej i krótkiej ulicówki, wytyczonej na linii północ-południe, bezpośrednio po południowej stronie jeziora. Dolice ulokowano w osi drogi dojazdowej do sąsiedniej wsi kolonizacyjnej - Grabnicy. Pierzeje były proste, zwarte, szeroko rozsunięte od siebie, o jednakowej głębokości działek siedliskowych. Pośrodku układu ulokowano kościół - bez wyodrębnionej działki na potrzeby cmentarza. ten ulokowany był w południowo-zachodniej części wsi. Całość układu zamykały (od zewnątrz) drogi zagumienne, połączone na obrzeżach z drogą wiejską. Analogiczna kompozycja przestrzenna zachowała się do czasów II wojny światowej. 
Do czasów dzisiejszych układ ten się nie zmienił. Jest to kompozycja zwarta, osiowa, rozplanowana w układzie południkowym na przestrzeni ok. 400 m, z centralnie posadowionym kościołem. Pierzeje są proste, z kalenicową zabudową, z niewielkimi ubytkami w południowej części wsi (brak 2-3 zagród). Układ sieci drożnej o pierwotnym przebiegu, łącznie z zachodnią drogą zagumienną, wschodnia uległa zatarciu. W obrębie wsi brak nowych elementów kubaturowych, czy przestrzennych. Zgodnie z zaleceniem konserwatora zabytków układ przestrzenny oraz struktura i formy zabudowy winny podlegać ochronie konserwatorskiej w ramach strefy. 

### Zabudowa
Dolice były typową, chłopską wsią kolonizacyjną, założoną w oparciu o jednakowe nadziały ziemi, stąd o jednorodnej strukturze zabudowy. Według historycznych przekazów kartograficznych i ikonograficznych zabudowę wsi tworzyły typologicznie jednorodne zagrody chłopskie, średniorolne, 3- i 4-budynkowe (na obrzeżach układu). Typowa zagroda składała się z: szachulcowej chałupy, lokowanej na froncie parceli; kamiennego lub szachulcowego budynku inwentarskiego z boku podwórza (w tym w linii pierzei); szachulcowej stodoły w głębi podwórza. Po pożarze wsi w 1920 roku na miejscu budynków szachulcowych wzniesiono domy murowane, z wystawkami dachowymi oraz wybudowano linię elektryczną. 
Obecnie dominują 3-budynkowe zagrody. Rozlokowane są na regularnych (czworobocznych), o zbliżonej wielkości działkach siedliskowych. Pomiędzy nimi występują zagrody 2-budynkowe lub kilkubudynkowe, ale o mniejszej skali obiektów, wtórnie przekształcone, z ubytkami. Zabudowa jest częściowo zróżnicowana pod względem typologicznym, materiałowym i chronologicznym, o wysokich wartościach kulturowych. W poszczególnych zagrodach liczne ubytki obiektów gospodarczych; brak nowej zabudowy, jak również nie nastąpił powszechny proces modernizacji fasad domów mieszkalnych. Na froncie parceli - kalenicowe do drogi - (nr 2 szczytem) lokowane domy mieszkalne, po boku - w tym w linii pierzei (nr 3) – budynki inwentarskie, w głębi sporadycznie zachowane stodoły lub budynki ogólnogospodarcze. 
Zachowała się mieszkalna szachulcowa chałupa nr 7, z częścią inwentarską, 8-osiowa, nakryta wysokim dachem 2-spadowym. Budynek pochodzi z pierwszej połowy XIX wieku. Dominujące są murowane chałupy z końca XIX wieku i początku XX. Są one asymetryczne 6-8 osiowe, nakryte wysokimi dachami 2-spadowymi (nr 3, 5, 6, 14). We wsi stoją też murowane (tynkowane) budynki z lat 10-20. XX wieku, 6-7 osiowe, nakryte wysokimi dachami naczółkowymi z mansardowymi wystawkami frontowymi, z prostymi elementami dekoracji architektonicznej (nr 4, 15, 16). Do innych należy zaliczyć budynki uzupełniające - niewielkie, 4-osiowe domy lub z częścią gospodarczą (nr 2, 13), lokowane kalenicowe lub szczytem do drogi, murowane, z początku lat 20. XX w. Przy chałupie nr 6 zachowała się mała chałupa wyrobników lub dziadków. 
Budynki inwentarskie są zazwyczaj murowane (ceglane, w większości nietynkowane), wielofunkcyjne (w tym ze składowymi poddaszami), wzniesione pod koniec XIX wieku, najmłodsze na początku lat 20. XX w. Zachowały się sporadyczne stodoły, murowane i drewniane (odeskowane), jedno-klepiskowe, bez wartości kulturowych.

## Infrastruktura wsi
Kościół
Zabytkowy kościół poewangelicki, po 1945 cerkiew prawosławna św. Mikołaja, należąca do parafii w Stargardzie (od 1968 nieużytkowana). Świątynia wzniesiona prawdopodobnie równocześnie z lokacją wsi w połowie XVIII wieku (o czym świadczy wzmiankowane nazwisko kościelnego – Neins). Pierwotnie był to obiekt szachulcowy. W 1896 na miejscu pierwotnego kościoła wybudowano nowy, murowany. Posadowiony jest pośrodku wsi, stanowi dominantę układu przestrzennego oraz element zabudowy o wartościach zabytkowych. Nieorientowana, salowa z absydą, wieżowa, murowana (ceglana i nietynkowana), o neogotyckiej formie architektonicznej. Obiekt częściowo zdewastowany (m.in. zniszczone witraże, nieszczelne pokrycie), wymagał pilnych działań konserwatorskich (w 2011 zabezpieczony przed dalszym niszczeniem i od tegoż roku gruntownie remontowany). Rekonsekrowany i przywrócony do użytku w październiku 2017.
Cmentarz ewangelickistrefa "K" krajobrazu. Nekropolia ulokowana jest w południowo-zachodniej części wsi, przy drodze do Dobrzan (na skarpie). Założony został w 1 połowie XIX wieku. Obecnie jest nieczynny, czworoboczny, o pow. ok. 0,4 ha, z fragmentami muru ogrodzeniowego, starodrzewem dębowym i jesionowym oraz licznymi nagrobkami (destrukty) z okresu 2. połowy XIX wieku - I ćwierćwiecza XX w. Najstarszy nagrobek pochodzi z 1868.
Instytucje komunalne, państwowe
Szkoła została założona prawdopodobnie równocześnie z lokacją wsi. Brak jest informacji o ówczesnej formie obiektu. Po pożarze w 1920 na miejscu starej szkoły wybudowano nowy obiekt, zachowany do czasów współczesnych. Obecnie dom mieszkamy nr 1. Budynek jednobryłowy, murowany (tynkowany), nakryty dachem 2-spadowym, z salą szkolną w szczycie frontowym.
Gospoda z częścią gospodarczą (ob. dom mieszkamy nr 13) – pierwotnie był to budynek dwubryłowy, szachulcowy, parterowy, z wysokim (użytkowym - mieszkalnym) poddaszem. budynek lokowany szczytem do drogi (wąskofrontowy). Murowany. Wybudowany w 1918.
Linia kolei wąskotorowej - wybudowana pod koniec XIX wieku, po południowej stronie wsi, z przystankiem, ale bez widocznej infrastruktury.
Elektryczność pojawiła się prawdopodobnie na przełomie lat 20. i 30. XX.
Trafostacja - w północnej części wsi, nad jeziorem. Murowana, wieżowa, z dachem dwuspadowym. Zbudowana w latach 20.-30. XX w.

### Obiekty chronione
- szkoła (ob. dom mieszkalny) nr 1 mur. 1. 10/20.XX w.
- dom mieszkalny (chałupa) nr 3 mur. pocz. XX w.
- dom mieszkalny nr 4 mur. 1. 20. XX w.
- dom mieszkalny (chałupa) nr 5 mur. pocz. XX w.
- dom mieszkalny (chałupa) nr 6 mur. pocz. XX w.
- dom mieszkalno-gospodar. nr 7 szach. I poł. XIX w.
- dom mieszkalny nr 15 mur. 1. 10./20.XX w.
- dom mieszkalny nr 16 mur. 1921

Inne obiekty o wartościach kulturowych 
- dom mieszkalny nr 2 - murowany - lata 20. XX w.
- bud. mieszkalno-gospodarczy nr 6a - szachulcowy/murowany - IV ćwierćwiecze XIX w.
- gospoda (ob. dom mieszkalny) nr 13 - murowana - 1918
- dom mieszkalny (chałupa) nr 14 - murowana, początek XX w.